# Pungtungia
A Pungtungia  a csontos halak (Osteichthyes) főosztályának sugarasúszójú halak (Actinopterygii)  osztályába, a pontyalakúak (Cypriniformes) rendjébe, a pontyfélék (Cyprinidae) családjába, és a Gobioninae alcsaládjába tartozó nem.

## Rendszerezés
A nemhez az alábbi 3 faj tartozik.
- Pungtungia herzi
- Pungtungia hilgendorfi
- Pungtungia shiraii